# Paranthura flagellata
Paranthura flagellata är en kräftdjursart som först beskrevs av Charles Chilton 1882.  Paranthura flagellata ingår i släktet Paranthura och familjen Paranthuridae.
Artens utbredningsområde är havet kring Nya Zeeland. Inga underarter finns listade i Catalogue of Life.